# Myrmoderus
Myrmoderus — рід горобцеподібних птахів родини сорокушових (Thamnophilidae). Представники цього роду мешкають в Південній Америці. Раніше їх відносили до роду Покривник (Myrmeciza), однак за результатами низки молекулярно-філогенетичних досліджень вони були переведені до відновленого роду Myrmoderus

## Види
Виділяють п'ять видів:
- Покривник чорнощокий (Myrmoderus ferrugineus)
- Покривник андійський (Myrmoderus eowilsoni)[6][7]
- Покривник прибережний (Myrmoderus ruficauda)
- Покривник біловолий (Myrmoderus loricatus)
- Покривник бразильський (Myrmoderus squamosus)

## Етимологія
Наукова назва роду Myrmoderus походить від сполучення слів дав.-гр. μυρμηξ — мураха і δερω — бити, побивати.